# Griffith Institute
Het Griffith Institute is een instelling die onderdeel is van de Universiteit van Oxford ter bevordering van de egyptologie als discipline. Het instituut is vernoemd naar de egyptoloog F.L. Griffith, die per testament fondsen naliet voor de stichting van het instituut. De opening vond plaats op 21 januari 1939. Het heeft een eigen onafhankelijke commissie van beheer.
Het instituut huisvest een belangrijk en uniek archief waarin vroege kopieën van inscripties, tekeningen, aquarellen, oude negatieven en foto's bewaard worden. Hieronder bevinden zich o.a. documenten van A.H. Gardiner, N. de Garis Davies, B.G. Gunn en J. Černý. Verder ook de door Howard Carter tijdens zijn ontdekking van het graf van Toetanchamon in 1922 gemaakte verslagen, evenals de documentatie van de Nubische expedities van Griffith en H. Wellcome.
Het instituut is de uitgever van een aantal standaardwerken op het gebied van de egyptologie, waaronder de Topographical Bibliography of Ancient Egyptian Hieroglyphic Texts, Reliefs and Paintings (ook bekend als "Porter & Moss"; online als Digital Topographical Bibliography), Gardiner's Egyptian grammar, Faulkner's Concise Dictionary of Middle Egyptian en de Online Egyptological Bibliography.
Het Griffith Institute beheert het "A.H. Gardiner Travel Scholarship in Egyptology", met als doel de vriendschap en samenwerking tussen egyptologen te bevorderen, met name tussen het Verenigd Koninkrijk en Egypte.
Sinds 2001 is de collectie van het Griffith Institute opgenomen in de Art, Archaeology and Ancient World Library.